# 麓山公園
麓山公園（はやまこうえん）は、福島県郡山市にある都市公園（近隣公園）である。日本の歴史公園100選に選定されている。

## 概要
江戸時代、郡山が村から宿場町へ昇格した記念に造られた公園。全体的に松の林が広がる日本風の庭園。面積は2.2ha。
古くからあったことから、松尾芭蕉や遊女などの句碑、養兎慰霊碑、従軍記念碑など数多くの碑が残されている他、二十三夜塔、戦没者慰霊塔や疏水の分水、麓山の滝などのモニュメント、水神や弁財天を祀る祠、麓山神社なども存在する。

## 歴史
旧二本松藩主・丹羽長祥の馬場としても知られる。
1824年（文政7年）、郡山村（当時）が宿場町として昇格した記念に造られた公園が母体となっている。それを元に明治の初め、町内の有志たちの手によって現在の公園の形に造成された。当時は共楽園と呼ばれた。
1882年（明治15年）、安積疏水の完成を記念して「麓山の滝」が建設され、通水式が行われる。
1949年（昭和24年）に都市公園に指定される。
1965年（昭和40年）4月1日正式に開園。
1989年（平成元年）には「ふるさといきものの里100選」に、また2007年（平成19年）には「日本の歴史公園100選」に選定された。

## 麓山の滝
園内には麓山の滝という滝が存在する。この滝は、1882年に完成した安積疏水を記念して造られたものである。通水式では歌舞伎や舞踏会などが行われ、かつてないほどの大変なにぎわいを見せたと言う。
1991年、埋もれていた滝が復元され、滝見台が整備される。
2002年に「安積疏水麓山の飛瀑」の名称で国の登録有形文化財に登録された。

## ギャラリー

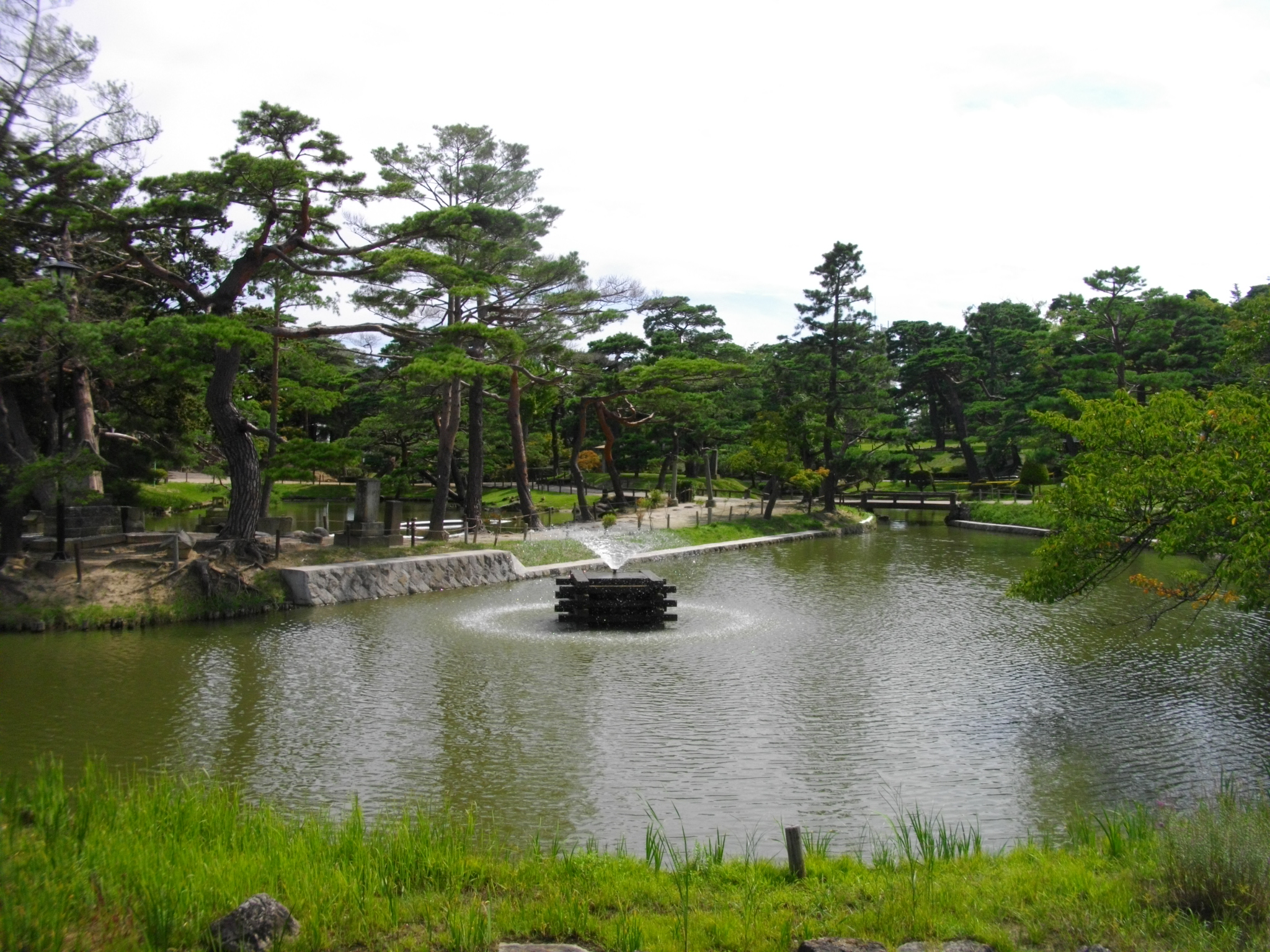
弁天池
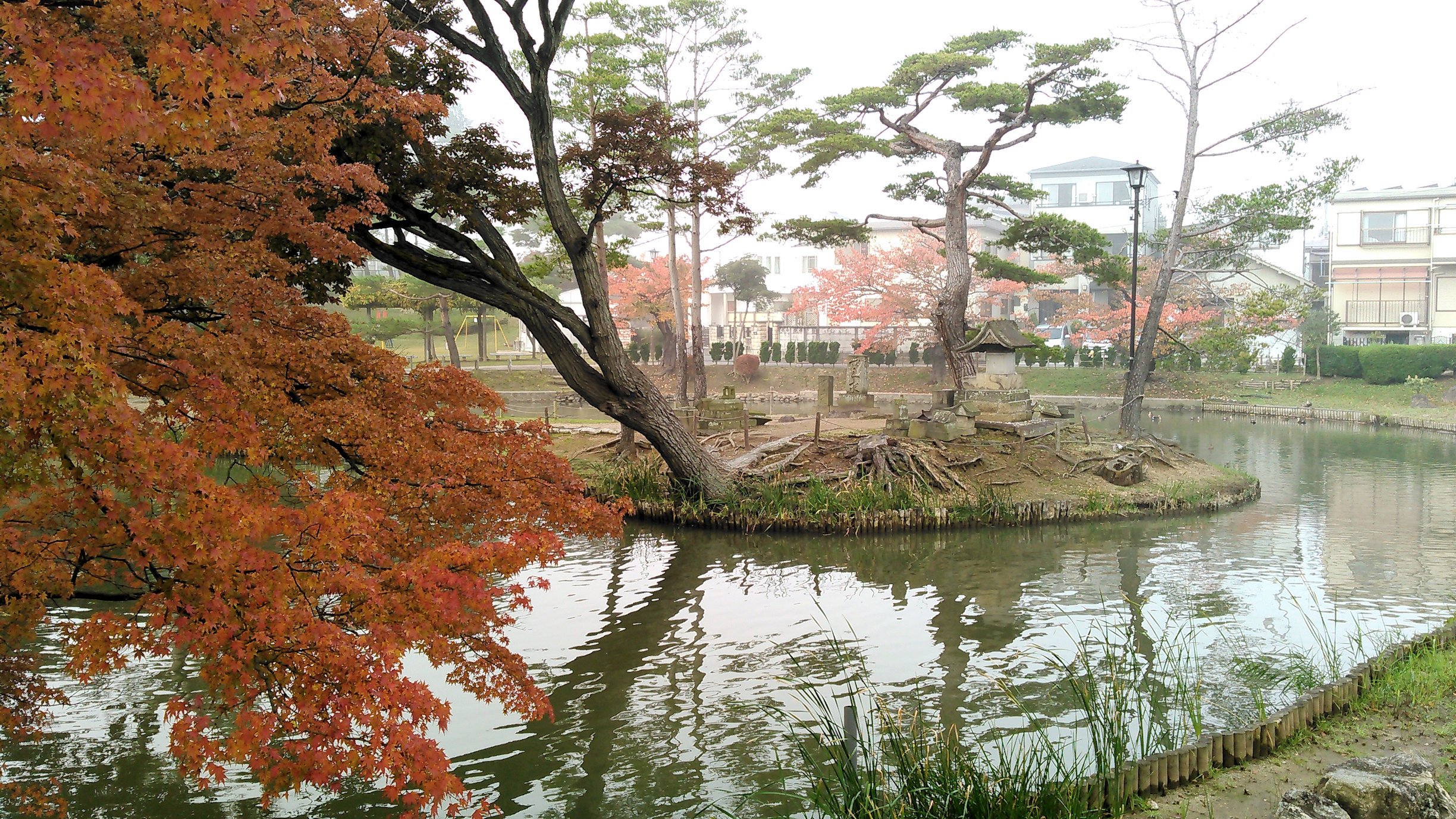
弁天池の祠
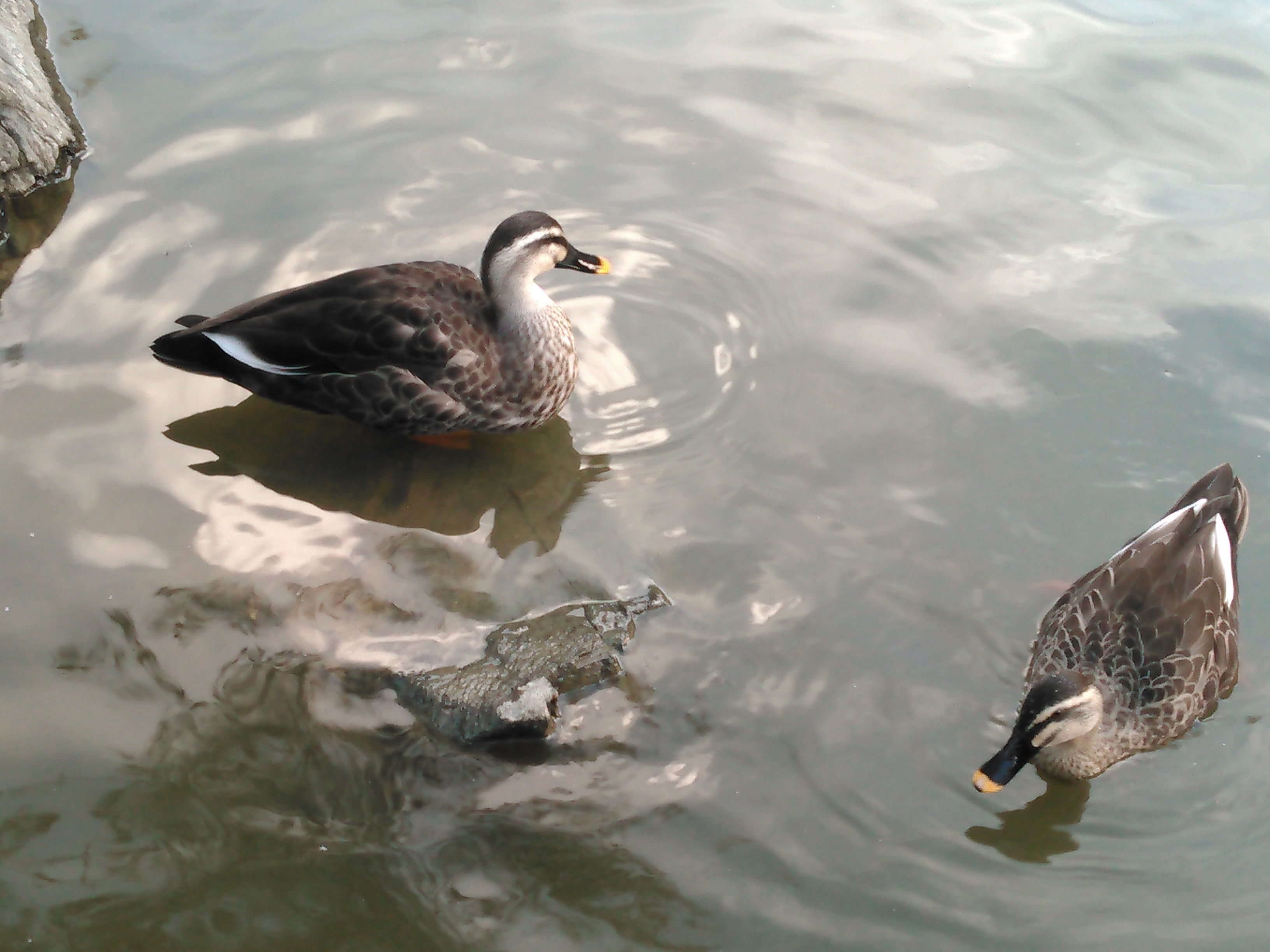
弁天池の鴨
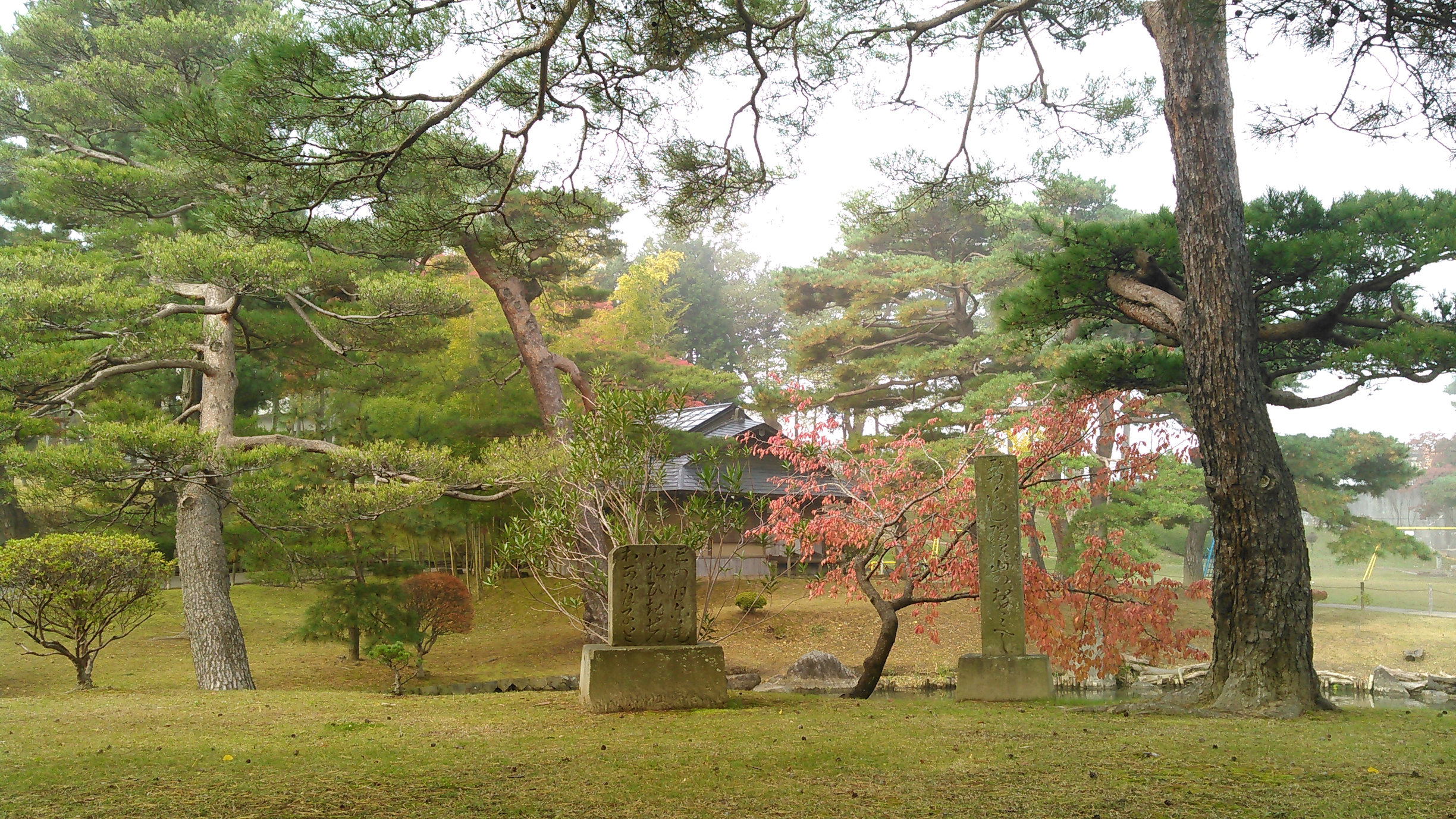
歌碑
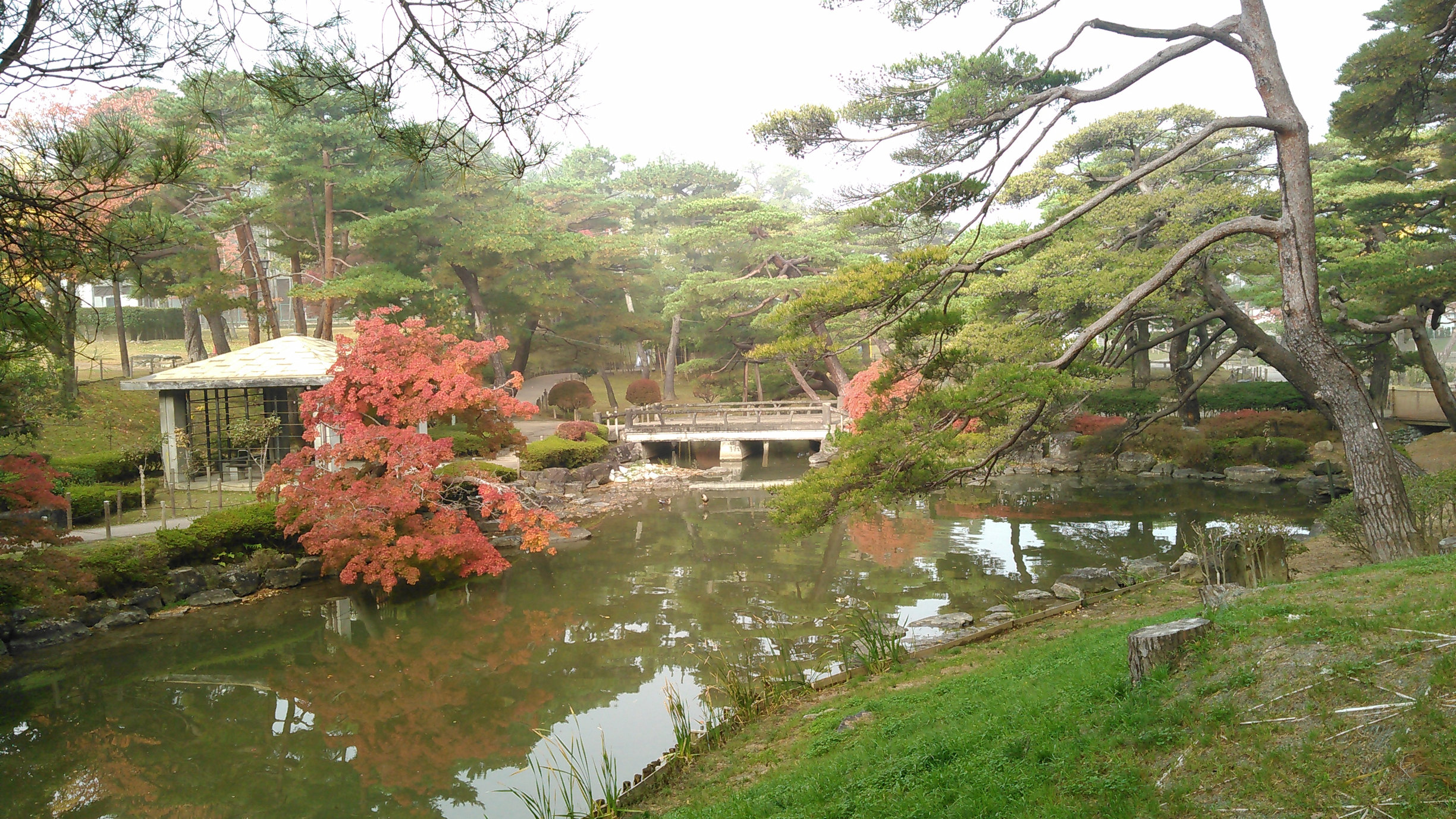
庭園 四阿付近
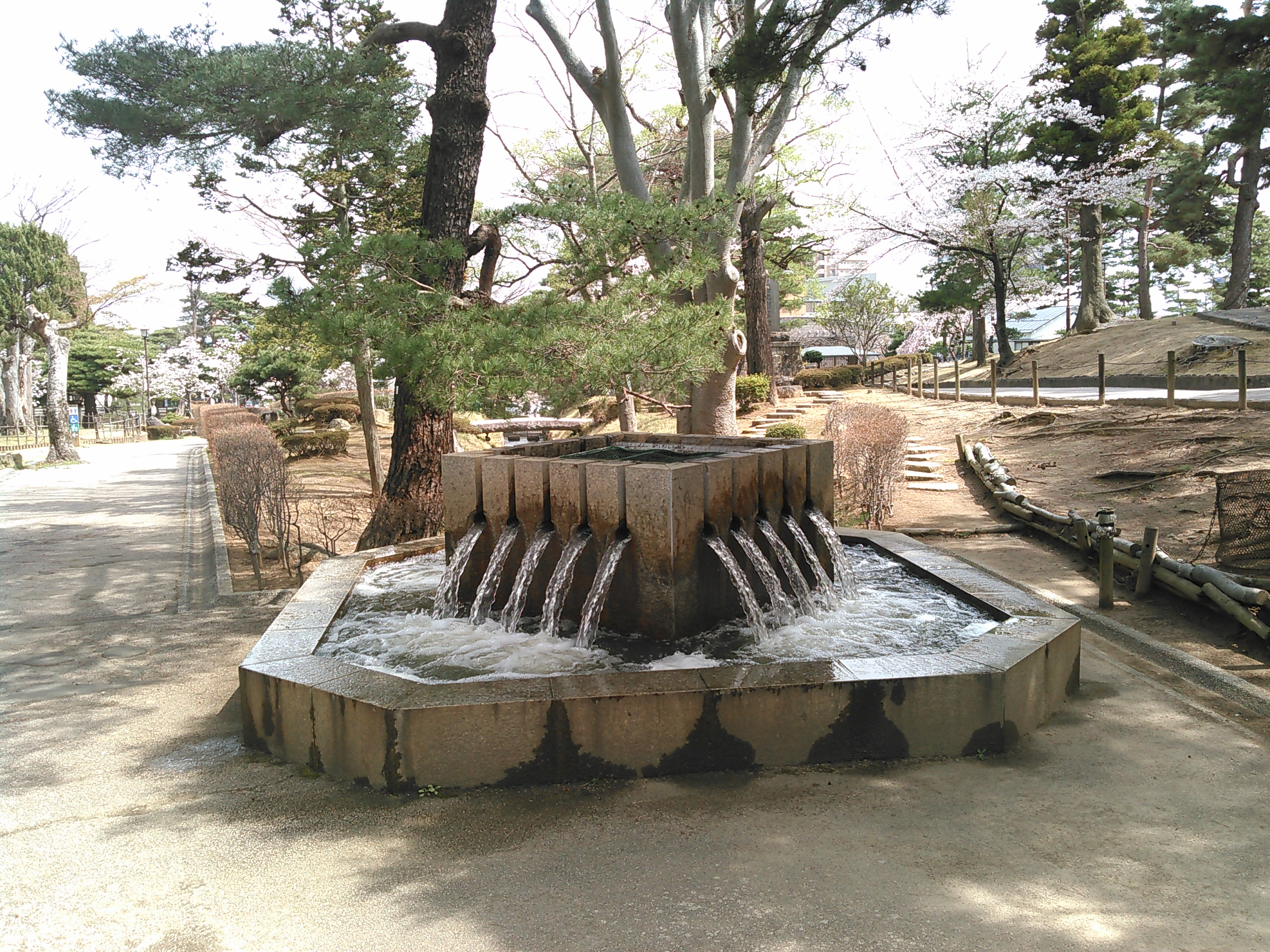
分水をイメージしたオブジェ（滝の水源）
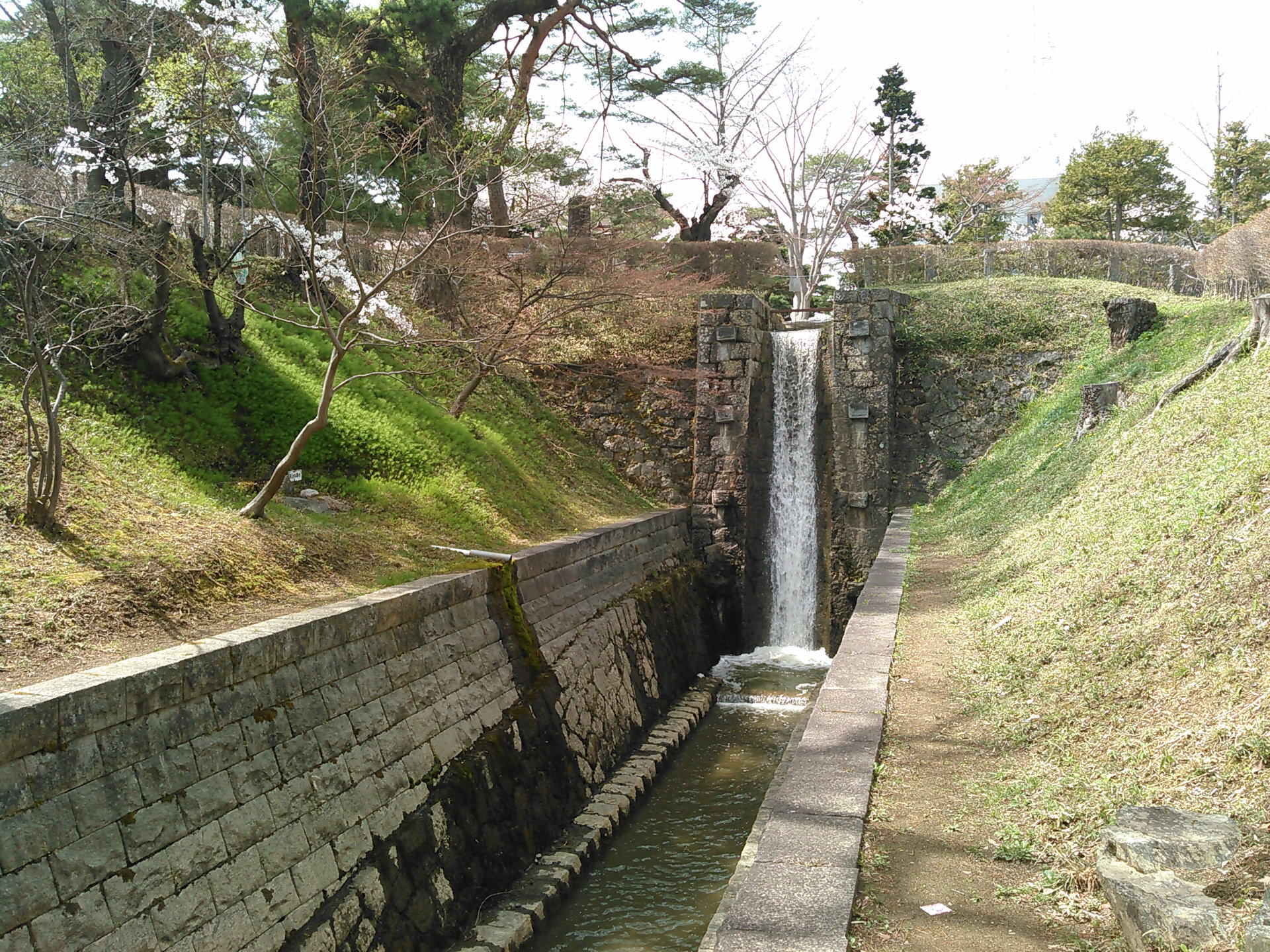
麓山の滝
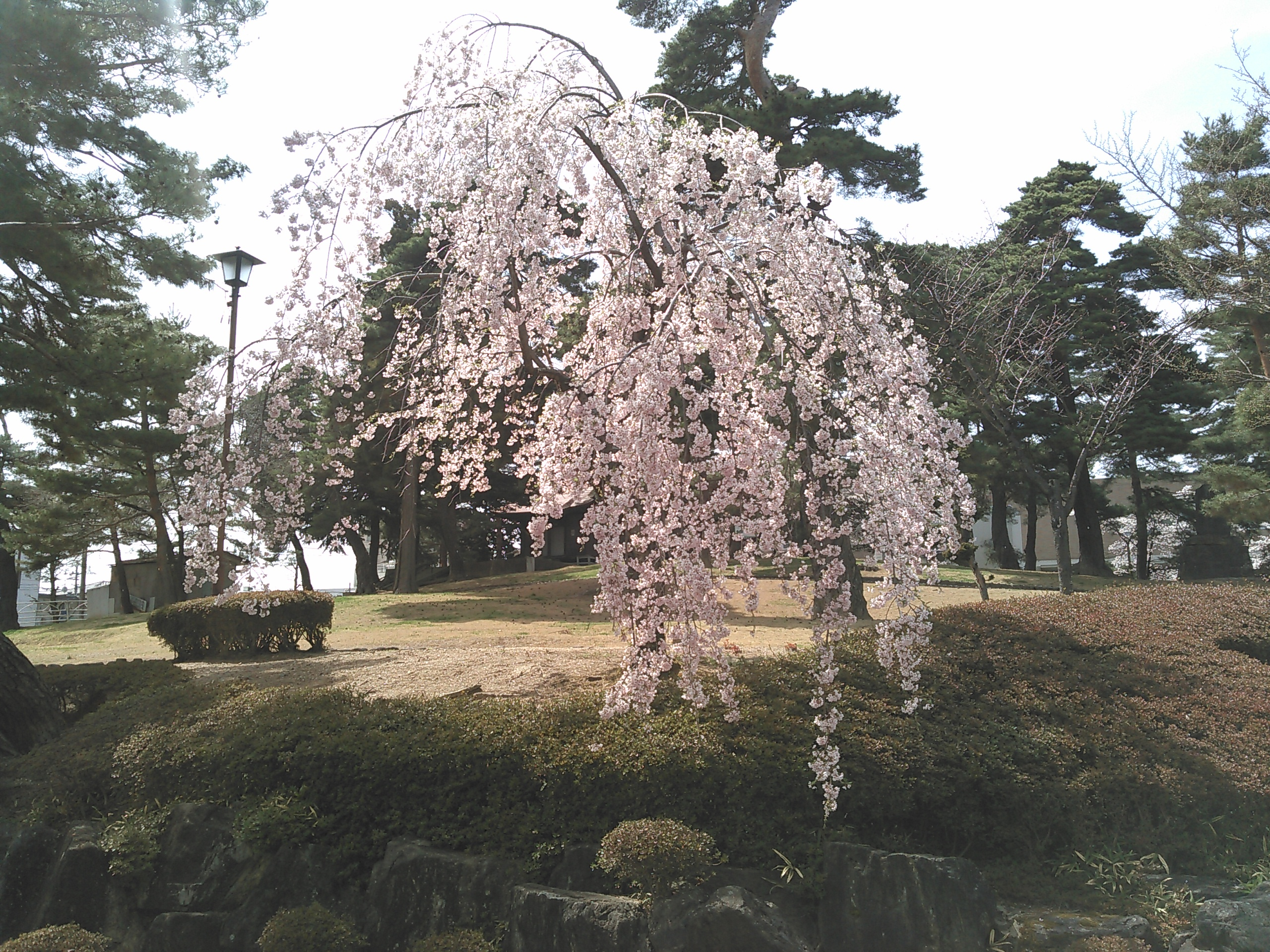
公園内の桜

## 所在地
- 福島県郡山市麓山1丁目347
  - 郡山駅より徒歩20分

## 周辺
- 21世紀記念公園麓山の杜
- 福島県郡山合同庁舎（旧郡山市役所庁舎）
- 福島地方裁判所郡山支部
- 郡山市中央図書館
- 郡山市郡山公会堂
- NHK郡山支局